# Semmelknödel

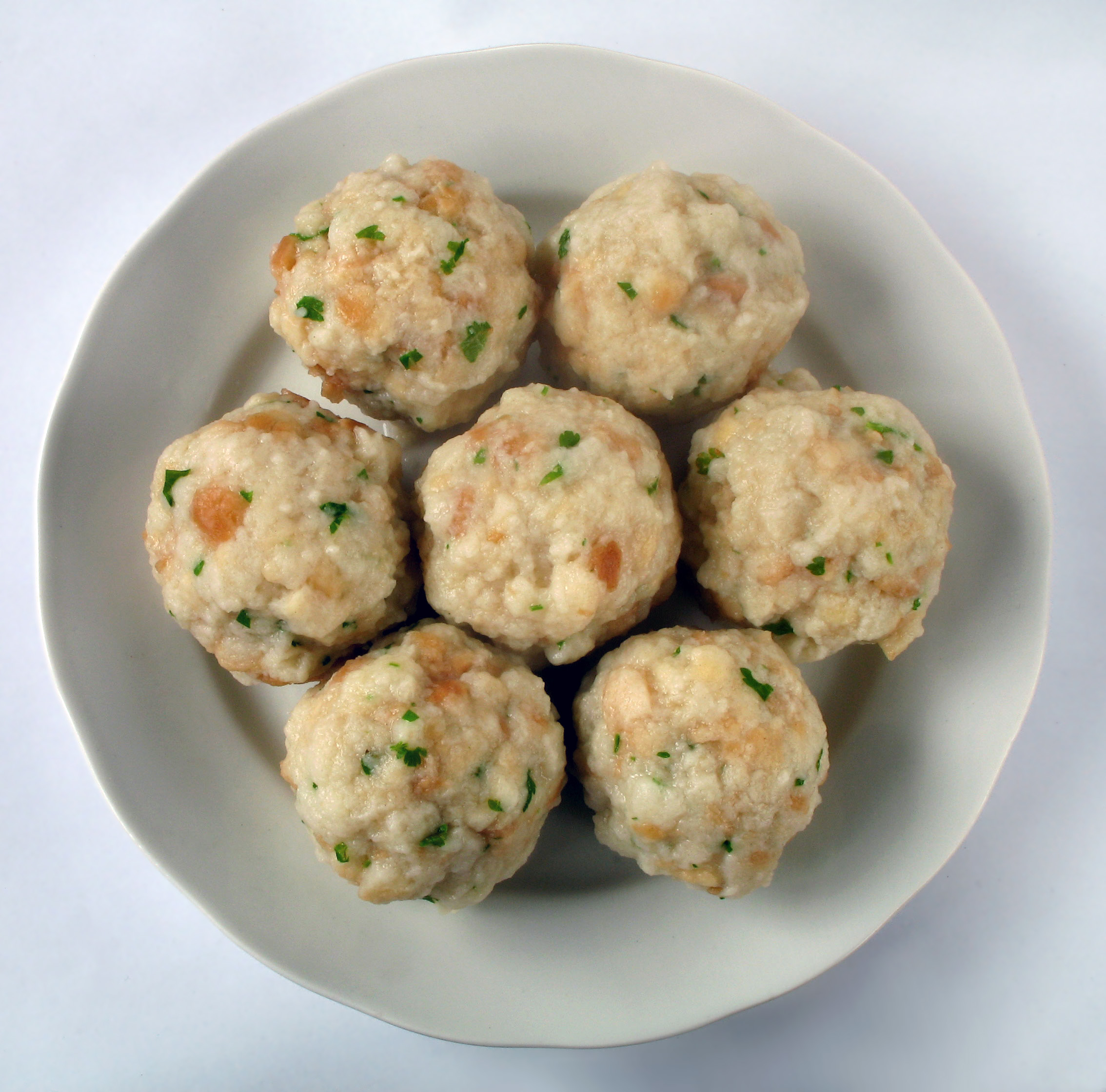
Semmelknödel

Semmelknödel (oder auch Weckknödel bzw. Weckklöße (in Schwaben und Franken)) sind eine Spezialität der süddeutschen, österreichischen, südtirolerischen und böhmischen Küche. Sie werden als Beilage zu Gerichten wie Schweinsbraten (oft gemeinsam mit Sauerkraut und/oder Rotkraut), Saurem Lüngerl (österr. Beuschel), Linsengerichten oder Pilzen in Sahnesauce serviert.

## Zubereitung
Zur Zubereitung werden altbackene Semmeln in dünne Scheiben oder in Würfel geschnitten (in Bayern und Österreich fertig als  Semmelbröckerl, Semmelwürfel, Gschnittene oder Knödelbrot erhältlich) und zugedeckt in heißer Milch eingeweicht. Unter altbacken versteht man Weißgebäck, welches älter als zumindest einen Tag, aber noch nicht ganz ausgetrocknet ist. In einigen Rezepten wird die Hälfte der Semmel zuerst in Butter angeröstet. Der Masse werden Eier (etwa eines auf zwei Semmeln), Petersilie, und Salz hinzugegeben, nach Geschmack auch etwas geriebene Zitronenschale, und alles vorsichtig mit den Händen vermengt. Zu weicher Teig kann mit etwas Semmelbröseln gebunden werden. Gegart werden Semmelknödel etwa 20 Minuten in heißem, siedendem Salzwasser bei halb offenem Topf. Fertig sind die Knödel, wenn sie an die Wasseroberfläche steigen und sich, wenn sie wohlgeformt sind, langsam drehen.

### Abweichende Zutaten
Es gibt zahlreiche Varianten, abhängig von der Mischung, der Kochzeit und der Würzung. Ob über die Grundzutaten hinaus noch Zwiebel, Petersilie oder Muskatnuss enthalten sein sollen oder nicht, ist von Geschmack und lokaler Tradition abhängig. Speziell die Wiener Küche, welche in hohem Maße von der böhmischen Küche beeinflusst ist, kennt eine Vielzahl von unterschiedlichen Rezepten und Zubereitungsbesonderheiten. So unterscheidet sich die Wiener Rezeptur von der böhmischen vor allem durch eine wesentlich höhere Beigabe von Mehl bei den böhmischen Knödeln, aber auch in einer Variante der Serviettenknödel durch die Beigabe von Hefe (Germ). Es gibt auch die Prager Serviettenknödel, welche in einem Leinentuch gebunden über Dampf oder in Wasser gekocht werden.

### Brezenknödel

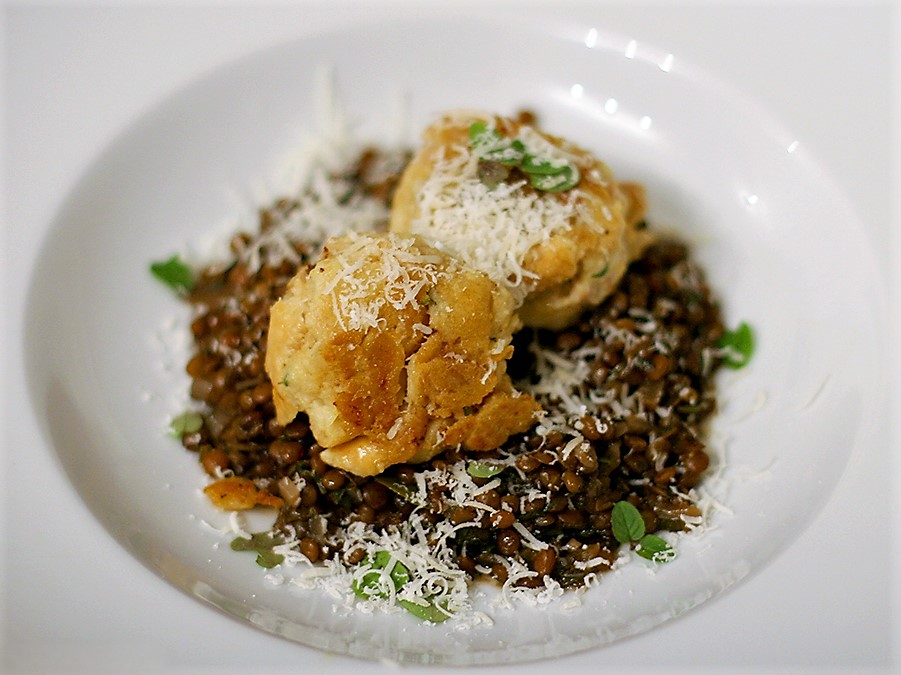
Brezelknödel mit Linsengemüse

Werden statt Semmeln altbackene Laugenbrezeln verwendet, nennen sie sich Brez(e)nknödel oder Brezelknödel.

### Speckknödel
Als Variante kann dem Knödelteig noch  durchwachsener Speck hinzugefügt werden – diese  Tiroler Knödel, wie die Speckknödel auch genannt werden, serviert man mit Salat oder Sauerkraut oder in der Suppe. Grammelknödel sind mit ausgelassenem Speck (Grammeln) gefüllt.

### Weitere Verwendung
Übrig gebliebene Semmelknödel vom Vortag werden als Geröstete Knödel in Scheiben geschnitten, in der Pfanne knusprig gebraten und zum Beispiel mit Spiegelei und Salat gereicht. Sie können auch mit Ei gemeinsam in einer Pfanne gebraten sein und heißen dann Knödel mit Ei. Saure Semmelknödel, auch Essigknödel oder Knödelsalat werden kalt mit Zwiebeln, Essig und Öl, Salz und Pfeffer und nach Geschmack auch mit Fleischwurst und kleingeschnitten Essiggurken zubereitet.

### Industrielle Herstellung
Semmelknödel sind als Handelsware im Kochbeutel oder auch tiefgekühlt erhältlich.

## „Semmelnknödeln“
Zu kabarettistischen Ehren gelangten Semmelknödel durch einen Dialog zwischen Karl Valentin und Liesl Karlstadt, in dem er erklärt, dass Semmelknödel richtigerweise Semmelnknödeln heißen müssten, da sie, also mehrere Knödeln (und nicht nur ein Knödel), ja auch aus mehreren Semmeln (und nicht nur einer Semmel (Brötchen, Schrippe usw.)) zubereitet würden.

## Ähnliche Gerichte
- Serviettenknödel haben ähnliche Zutaten, sind jedoch länglich geformt und werden in Scheiben serviert.